# Ronde van de Verenigde Arabische Emiraten 2025
De Ronde van de Verenigde Arabische Emiraten 2025 vond plaats van 17 tot en met 23 februari. De start van de zevendaagse wielerwedstrijd lag in Madinet Zayed en de finish op de Jebel Hafeet. De ronde werd gewonnen door de Sloveen Tadej Pogačar. Voor de derde maal werd er ook een editie voor vrouwen verreden, deze vond van 6 tot en met 9 februari plaats, die werd gewonnen de Italiaanse Elisa Longo Borghini.

## Mannen

### Deelnemende ploegen
Vijftien UCI World Tour-ploegen zullen meedoen aan de etappekoers, naast vijf UCI ProSeriesteams.
| WorldTour | WorldTour | ProTeam                                                                                                   |
| --- | --- | --- |
| Alpecin-Deceuninck Bahrain-Victorious Decathlon AG2R La Mondiale EF Education-EasyPost INEOS Grenadiers Intermarché-Wanty Lidl-Trek Movistar Team | Red Bull-BORA-hansgrohe Soudal Quick-Step Team Picnic PostNL Team Jayco AlUla Team Visma I Lease a Bike UAE Team Emirates-XRG XDS Astana Team | Israel-Premier Tech Lotto Solution Tech-Vini Fantini Tudor Pro Cycling Team VF Group-Bardiani CSF-Faizanè |

### Etappe-overzicht
| Et. | Datum | Start – Finish                                                   | Afstand | Type                | Winnaar        | Klassementsleider |
| --- | ----- | ---------------------------------------------------------------- | ------- | ------------------- | -------------- | ----------------- |
| 1   | 17/2  | Madinat Zayed Shams Solar Park – Liwa Palace                     | 138 km  | Vlakke rit          | Jonathan Milan | Jonathan Milan    |
| 2   | 18/2  | Hudayriat – Hudayriat                                            | 12,2 km | Individuele tijdrit | Joshua Tarling | Joshua Tarling    |
| 3   | 19/2  | Ras al Khaimah – Jebel Jais                                      | 181 km  | Bergrit             | Tadej Pogačar  | Tadej Pogačar     |
| 4   | 20/2  | Fujairah Qidfa Beach – Umm al-Qaiwain                            | 181 km  | Vlakke rit          | Jonathan Milan | Tadej Pogačar     |
| 5   | 21/2  | American University Dubai – Hamdan Bin Mohammed Smart University | 160 km  | Vlakke rit          | Tim Merlier    | Tadej Pogačar     |
| 6   | 22/2  | Abu Dhabi Cycling Club – Abu Dhabi Breakwater                    | 165 km  | Vlakke rit          | Tim Merlier    | Tadej Pogačar     |
| 7   | 23/2  | Al Ain Hazza Bin Zayed Stadion – Jebel Hafeet                    | 176 km  | Bergrit             | Tadej Pogačar  | Tadej Pogačar     |

### Klassementenverloop
| Et.          | Winnaar        | Algemeen klassement · | Puntenklassement · | Jongerenklassement · | Tussensprint ·  | Ploegenklassement       |
| ------------ | -------------- | --------------------- | ------------------ | -------------------- | --------------- | ----------------------- |
| 1            | Jonathan Milan | Jonathan Milan        | Jonathan Milan     | Jonathan Milan       | Manuele Tarozzi | Red Bull-BORA-hansgrohe |
| 2            | Joshua Tarling | Joshua Tarling        | Joshua Tarling     | Joshua Tarling       | Manuele Tarozzi | INEOS Grenadiers        |
| 3            | Tadej Pogačar  | Tadej Pogačar         | Tadej Pogačar      | Joshua Tarling       | Carlos Samudio  | INEOS Grenadiers        |
| 4            | Jonathan Milan | Tadej Pogačar         | Jonathan Milan     | Joshua Tarling       | Đorđe Đurić     | INEOS Grenadiers        |
| 5            | Tim Merlier    | Tadej Pogačar         | Jonathan Milan     | Joshua Tarling       | Đorđe Đurić     | Movistar Team           |
| 6            | Tim Merlier    | Tadej Pogačar         | Jonathan Milan     | Joshua Tarling       | Đorđe Đurić     | Movistar Team           |
| 7            | Tadej Pogačar  | Tadej Pogačar         | Jonathan Milan     | Iván Romeo           | Đorđe Đurić     | Movistar Team           |
| 0Eindstanden | 0Eindstanden   | Tadej Pogačar         | Jonathan Milan     | Iván Romeo           | Đorđe Đurić     | Movistar Team           |

### Eindklassementen
| Plaats    | Naam              | Ploeg                     | Tijd     |
| --------- | ----------------- | ------------------------- | -------- |
| Rode trui | Tadej Pogačar     | UAE Team Emirates-XRG     | 23u8'42" |
| 2         | Giulio Ciccone    | Lidl-Trek                 | + 1'14"  |
| 3         | Pello Bilbao      | Bahrain Victorious        | + 1'19"  |
| 4         | Iván Romeo        | Movistar Team             | + 1'26"  |
| 5         | Oscar Onley       | Team Picnic PostNL        | + 2'10"  |
| 6         | Finn Fisher-Black | Red Bull-BORA-hansgrohe   | + 2'04"  |
| 7         | Pablo Castrillo   | Movistar Team             | + 2'59"  |
| 8         | Junior Lecerf     | Soudal Quick-Step         | + 3'49"  |
| 9         | Harold Tejada     | XDS Astana Team           | + 3'52"  |
| 10        | Patrick Konrad    | Lidl-Trek                 | + 4'00"  |
|           |                   |                           |          |
| 23        | Bart Lemmen       | Team Visma I Lease a Bike | + 8'25"  |

| Plaats      | Naam           | Ploeg                 | Punten |
| ----------- | -------------- | --------------------- | ------ |
| Groene trui | Jonathan Milan | Lidl-Trek             | 81     |
| 2           | Tadej Pogačar  | UAE Team Emirates-XRG | 62     |
| 3           | Tim Merlier    | Soudal Quick-Step     | 59     |
|             |                |                       |        |
| 20          | Fabio Jakobsen | Team Picnic PostNL    | 12     |

| Plaats      | Naam                | Ploeg                         | Punten |
| ----------- | ------------------- | ----------------------------- | ------ |
| Zwarte trui | Đorđe Đurić         | Solution Tech-Vini Fantini    | 46     |
| 2           | Carlos Samudio      | Solution Tech-Vini Fantini    | 38     |
| 3           | Manuele Tarozzi     | VF Group-Bardiani CSF-Faizanè | 33     |
|             |                     |                               |        |
| 6           | Lennert Van Eetvelt | Lotto                         | 8      |

| Plaats     | Naam               | Ploeg                   | Tijd      |
| ---------- | ------------------ | ----------------------- | --------- |
| Witte trui | Iván Romeo         | Movistar Team           | 23u10'08" |
| 2          | Oscar Onley        | Team Picnic PostNL      | + 0'44"   |
| 3          | Finn Fisher-Black  | Red Bull-BORA-hansgrohe | + 1'17"   |
|            |                    |                         |           |
| 5          | Junior Lecerf      | Soudal Quick-Step       | + 2'23"   |
| 12         | Max van der Meulen | Bahrain Victorious      | + 14'41"  |

| Ploegenklassement |                    |           |
| Plaats            | Ploeg              | Tijd      |
|                   | Movistar Team      | 69u35'16" |
| 2                 | Lidl-Trek          | + 6'03"   |
| 3                 | Bahrain Victorious | + 7'51"   |
|                   |                    |           |
| 9                 | Team Picnic PostNL | 20        |
| 12                | Intermarché-Wanty  | + 34'41"  |

## Vrouwen
De derde editie van de Ronde van de Verenigde Arabische Emiraten voor vrouwen (UAE Tour Women) vond plaats van 6 tot 9 februari 2025 als onderdeel van de UCI Women's World Tour 2025. De ronde bestond uit vier etappes, waarvan drie vlakke en een etappe met finish bergop naar de Jebel Hafeet. De Italiaanse Elisa Longo Borghini won de bergrit en daarmee tevens het eindklassement. De Nederlandse Lorena Wiebes won alle drie de vlakke sprintetappes.

### Deelnemende ploegen
Vijftien UCI Women's World Tour-ploegen namen deel, aangevuld met vier ProTeams en een continentaal team.
| UCI World Tour teams | UCI World Tour teams                                                                                      | Overig | Overig |
| --- | --- | --- | ------ |
| AG Insurance-Soudal Canyon//SRAM zondacrypto Ceratizit-WNT Pro Cycling FDJ-SUEZ Fenix-Deceuninck Human Powered Health Lidl-Trek Liv AlUla Jayco | Movistar Team Roland Team Picnic PostNL Team SD Worx-Protime Team Visma I Lease a Bike UAE Team ADQ Uno-X | ProTeams Cofidis EF Education-Oatly Laboral Kutxa-Fundación Euskadi St Michel-Mavic-Auber 93 Continentaal team BePink-Imatra-Bongioanni |        |

### Etappe-overzicht
| Et. | Datum | Start – Finish                                            | Afstand | Type       | Winnaar              | Klassementsleider    |
| --- | ----- | --------------------------------------------------------- | ------- | ---------- | -------------------- | -------------------- |
| 1   | 6/2   | Dubai Police Officer's Club – Dubai Marina                | 149 km  | Vlakke rit | Lorena Wiebes        | Lorena Wiebes        |
| 2   | 7/2   | Al Dhafra Fort – Al Mirfa                                 | 111 km  | Vlakke rit | Lorena Wiebes        | Lorena Wiebes        |
| 3   | 8/2   | Al Ain – Jebel Hafeet                                     | 152 km  | Bergrit    | Elisa Longo Borghini | Elisa Longo Borghini |
| 4   | 9/2   | Fatima Bint Mubarak Ladies Academy – Abu Dhabi Breakwater | 127 km  | Vlakke rit | Lorena Wiebes        | Elisa Longo Borghini |

### Klassementenverloop
| Et.          | Winnaar              | Algemeen klassement · | Puntenklassement ·   | Tussensprintklassement · | Jongerenklassement · | Ploegenklassement    |
| ------------ | -------------------- | --------------------- | -------------------- | ------------------------ | -------------------- | -------------------- |
| 1            | Lorena Wiebes        | Lorena Wiebes         | Lorena Wiebes        | Cristina Tonetti         | Nienke Veenhoven     | Human Powered Health |
| 2            | Lorena Wiebes        | Lorena Wiebes         | Lorena Wiebes        | Karlijn Swinkels         | Julie De Wilde       | UAE Team ADQ         |
| 3            | Elisa Longo Borghini | Elisa Longo Borghini  | Elisa Longo Borghini | Lara Gillespie           | Antonia Niedermaier  | UAE Team ADQ         |
| 4            | Lorena Wiebes        | Elisa Longo Borghini  | Lorena Wiebes        | Lara Gillespie           | Antonia Niedermaier  | UAE Team ADQ         |
| 0Eindstanden | 0Eindstanden         | Elisa Longo Borghini  | Lorena Wiebes        | Lara Gillespie           | Antonia Niedermaier  | UAE Team ADQ         |

### Eindklassementen
| Plaats    | Naam                  | Ploeg                    | Tijd      |
| --------- | --------------------- | ------------------------ | --------- |
| Rode trui | Elisa Longo Borghini  | UAE Team ADQ             | 13u14'57" |
| 2         | Silvia Persico        | UAE Team ADQ             | + 2'06"   |
| 3         | Kimberley Le Court    | AG Insurance-Soudal      | + 2'08"   |
| 4         | Monica Trinca Colonel | Liv AlUla Jayco          | + 2'18"   |
| 5         | Karlijn Swinkels      | UAE Team ADQ             | + 3'02"   |
| 6         | Barbara Malcotti      | Human Powered Health     | + 3'10"   |
| 7         | Antonia Niedermaier   | CANYON//SRAM zondacrypto | + 3'15"   |
| 8         | Katrine Aalerud       | Uno-X Mobility           | + 3'34"   |
| 9         | Mareille Meijering    | Movistar Team            | + 3'40"   |
| 10        | Pfeiffer Georgi       | Team Picnic PostNL       | + 3'42"   |
|           |                       |                          |           |
| 33        | Julie De Wilde        | Fenix-Deceuninck         | + 10'05"  |

| Plaats      | Naam                 | Ploeg                | Punten |
| ----------- | -------------------- | -------------------- | ------ |
| Groene trui | Lorena Wiebes        | Team SD Worx-Protime | 60     |
| 2           | Elisa Longo Borghini | UAE Team ADQ         | 42     |
| 3           | Lara Gillespie       | UAE Team ADQ         | 35     |

| Plaats      | Naam                 | Ploeg        | Punten |
| ----------- | -------------------- | ------------ | ------ |
| Zwarte trui | Lara Gillespie       | UAE Team ADQ | 19     |
| 2           | Elisa Longo Borghini | UAE Team ADQ | 13     |
| 3           | Karlijn Swinkels     | UAE Team ADQ | 13     |

| Plaats     | Naam                | Ploeg                    | Tijd      |
| ---------- | ------------------- | ------------------------ | --------- |
| Witte trui | Antonia Niedermaier | CANYON//SRAM zondacrypto | 13u18'12" |
| 2          | Nienke Vinke        | Team Picnic PostNL       | + 0'47"   |
| 3          | Flora Perkins       | Fenix-Deceuninck         | + 5'49"   |
|            |                     |                          |           |
| 5          | Julie De Wilde      | Fenix-Deceuninck         | + 6'50"   |

| Ploegenklassement |                          |          |
| Plaats            | Ploeg                    | Tijd     |
|                   | UAE Team ADQ             | 39u49'1" |
| 2                 | Liv AlUla Jayco          | + 12'27" |
| 3                 | CANYON//SRAM zondacrypto | + 13'10" |
|                   |                          |          |
| 5                 | AG Insurance-Soudal      | + 16'40" |
| 9                 | Team Picnic PostNL       | 20       |

Tour Down Under ·
Great Ocean Road Race ·
Ronde van de Verenigde Arabische Emiraten ·
Omloop Het Nieuwsblad ·
Strade Bianche ·
Parijs-Nice · 
Tirreno-Adriatico · 
Milaan-San Remo ·
Ronde van Catalonië ·
Classic Brugge-De Panne ·
E3 Saxo Classic ·
Gent-Wevelgem ·
Dwars door Vlaanderen ·
Ronde van Vlaanderen ·
Ronde van het Baskenland ·
Parijs-Roubaix ·
Amstel Gold Race ·
Waalse Pijl ·
Luik-Bastenaken-Luik ·
Ronde van Romandië ·
Eschborn-Frankfurt ·
Ronde van Italië ·
Critérium du Dauphiné ·
Ronde van Zwitserland ·
Copenhagen Sprint · 
Ronde van Frankrijk ·
Clásica San Sebastián ·
Ronde van Polen ·
BEMER Cyclassics ·
Renewi Tour ·
Ronde van Spanje ·
Bretagne Classic ·
GP van Quebec ·
GP van Montreal ·
Ronde van Lombardije ·
Ronde van Guangxi
Tour Down Under ·
Cadel Evans Great Ocean Road Race ·
Ronde van de Verenigde Arabische Emiraten ·
Omloop Het Nieuwsblad ·
Strade Bianche ·
Trofeo Alfredo Binda-Comune di Cittiglio ·
Milaan-San Remo ·
Brugge-De Panne ·
Gent-Wevelgem ·
Ronde van Vlaanderen ·
Parijs-Roubaix ·
Amstel Gold Race ·
Waalse Pijl ·
Luik-Bastenaken-Luik ·
Ronde van Spanje ·
Ronde van het Baskenland ·
Ronde van Burgos ·
Ronde van Groot-Brittannië ·
Ronde van Zwitserland ·
Copenhagen Sprint · 
Ronde van Italië ·
Ronde van Frankrijk ·
Ronde van Romandië ·
Ronde van Scandinavië ·
GP de Plouay-Bretagne ·
Simac Ladies Tour ·
Ronde van Chongming ·
Ronde van Guangxi